# Mistrzostwa Czech w lekkoatletyce
Mistrzostwa Czech w lekkoatletyce – najważniejsze krajowe zawody rozgrywane corocznie w letnim sezonie lekkoatletycznym mające na celu wyłonienie najlepszych lekkoatletów Czech. 
Pierwsza edycja odbyła się w Dvůr Králové nad Labem w 1970 roku i od tego czasu zawody są nieprzerwanie przeprowadzane. Najwięcej, bo aż 18 razy, rozgrywane były w Pradze. Medale przyznawane są we wszystkich konkurencjach olimpijskich.

## Rekordy mistrzostw
Stan na rok 2022.

### Mężczyźni
| Konkurencja           | Zawodnik                  | Wynik    | Rok  |
| --------------------- | ------------------------- | -------- | ---- |
| 100 m                 | Jan Veleba                | 10,16    | 2019 |
| 200 m                 | Jan Jirka                 | 20,45    | 2021 |
| 400 m                 | Matěj Krsek               | 45,55    | 2022 |
| 800 m                 | Filip Šnejdr              | 1:46,33  | 2021 |
| 1500 m                | Filip Sasínek             | 3:36,72  | 2020 |
| 5000 m                | Jan Pešava                | 13:45,63 | 1993 |
| 10 000 m              | Jan Pešava                | 28:41,55 | 1995 |
| 110 m ppł             | Petr Svoboda              | 13,29    | 2008 |
| 400 m ppł             | Jiří Mužík                | 48,92    | 2002 |
| 3000 m z przeszkodami | Damián Vích               | 8:36,43  | 2022 |
| Skok wzwyż            | Svatoslav Ton Tomáš Janků | 2,33     | 2004 |
| Skok o tyczce         | Jan Kudlička              | 5,76     | 2013 |
| Skok w dal            | Radek Juška               | 8,10     | 2020 |
| Trójskok              | Jiří Kuntoš               | 17,29    | 1999 |
| Pchnięcie kulą        | Tomáš Staněk              | 21,61    | 2017 |
| Rzut dyskiem          | Libor Malina              | 67,13    | 2001 |
| Rzut młotem           | Vladimír Maška            | 80,98    | 2000 |
| Rzut oszczepem        | Jan Železný               | 88,46    | 1996 |
| Sztafeta 4 × 100 m    | Sparta Praga              | 39,48    | 1986 |
| Sztafeta 4 × 400 m    | Dukla Praha               | 3:05,31  | 2012 |

### Kobiety
| Konkurencja           | Zawodniczka         | Wynik    | Rok  |
| --------------------- | ------------------- | -------- | ---- |
| 100 m                 | Kateřina Čechová    | 11,32    | 2012 |
| 200 m                 | Erika Suchovská     | 23,03    | 1995 |
| 400 m                 | Helena Fuchsová     | 50,88    | 1999 |
| 800 m                 | Ludmila Formanová   | 1:59,55  | 2000 |
| 1500 m                | Tereza Čapková      | 4:12,49  | 2012 |
| 5000 m                | Michaela Mannová    | 15:54,10 | 2003 |
| 10 000 m              | Alena Peterková     | 32:27,68 | 2000 |
| 100 m ppł             | Lucie Škrobáková    | 12,79    | 2013 |
| 400 m ppł             | Denisa Rosolová     | 54,38    | 2012 |
| 3000 m z przeszkodami | Jana Biolková       | 9:49,40  | 2003 |
| Skok wzwyż            | Zuzana Hlavoňová    | 1,95     | 2000 |
| Skok o tyczce         | Jiřina Ptáčníková   | 4,66     | 2010 |
| Skok w dal            | Denisa Ščerbová     | 6.68     | 2004 |
| Trójskok              | Šárka Kašpárková    | 14,42    | 1996 |
| Pchnięcie kulą        | Helena Fibingerová  | 21,30    | 1976 |
| Rzut dyskiem          | Věra Cechlová       | 65,85    | 2003 |
| Rzut młotem           | Kateřina Šafránková | 71,06    | 2003 |
| Rzut oszczepem        | Barbora Špotáková   | 67,58    | 2009 |
| Sztafeta 4 × 100 m    | USK Praha           | 44,43    | 2019 |
| Sztafeta 4 × 400 m    | USK Praha           | 3:30,70  | 1996 |